# Kichererbse

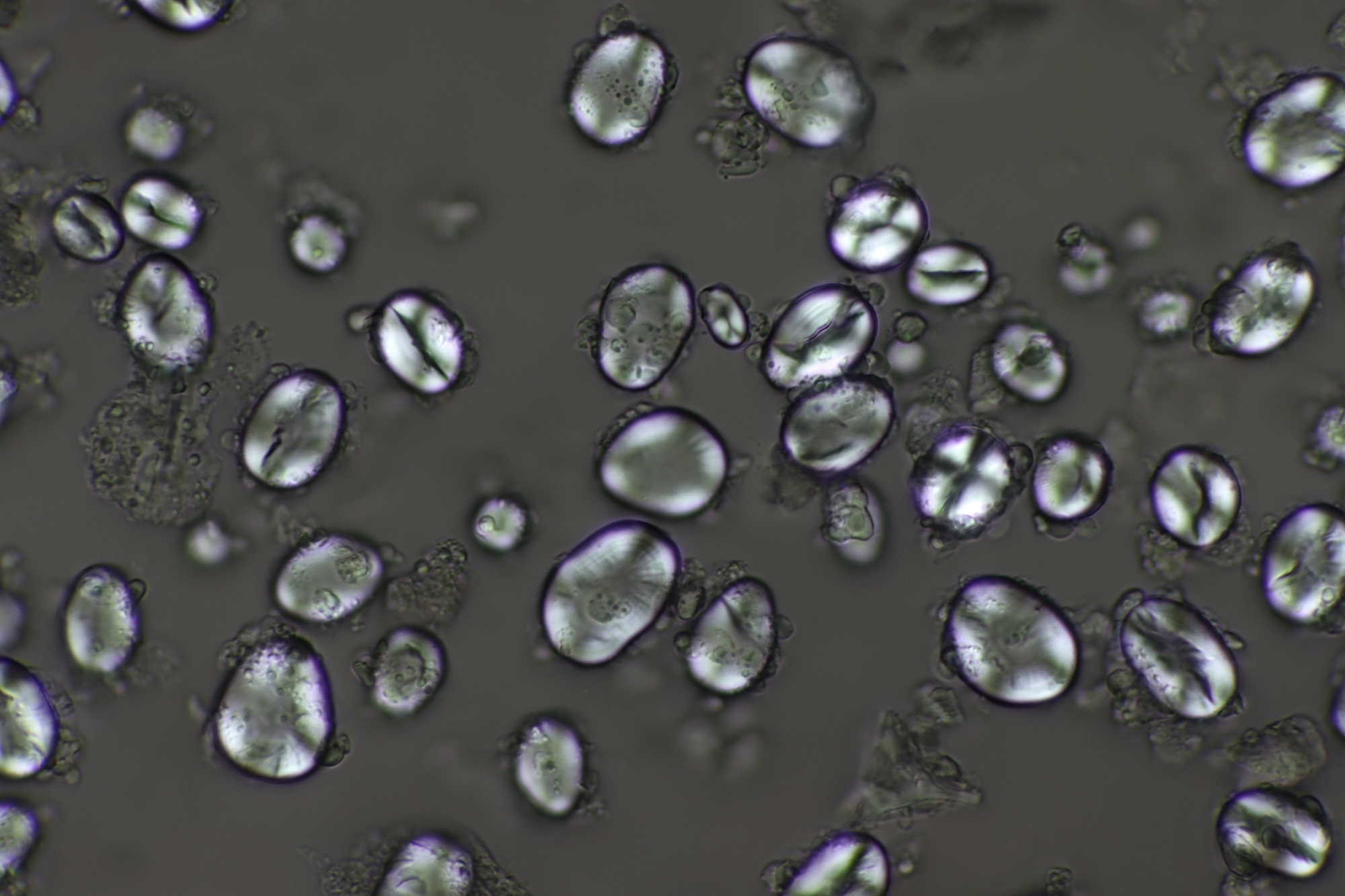
Stärkekörner aus dem Mehl der Kichererbse, mikroskopische Aufnahme im polarisierten Licht

Die Kichererbse (Cicer arietinum), auch Echte Kicher, Römische Kicher, Venuskicher oder Felderbse genannt, ist eine Pflanzenart aus der Gattung der Kichererbsen (Cicer) in der Unterfamilie der Schmetterlingsblütler (Faboideae) innerhalb der Familie der Hülsenfrüchtler (Fabaceae). Mit der Erbse (Pisum sativum) ist sie nicht näher verwandt. Sie ist eine alte Nutzpflanze.

## Beschreibung

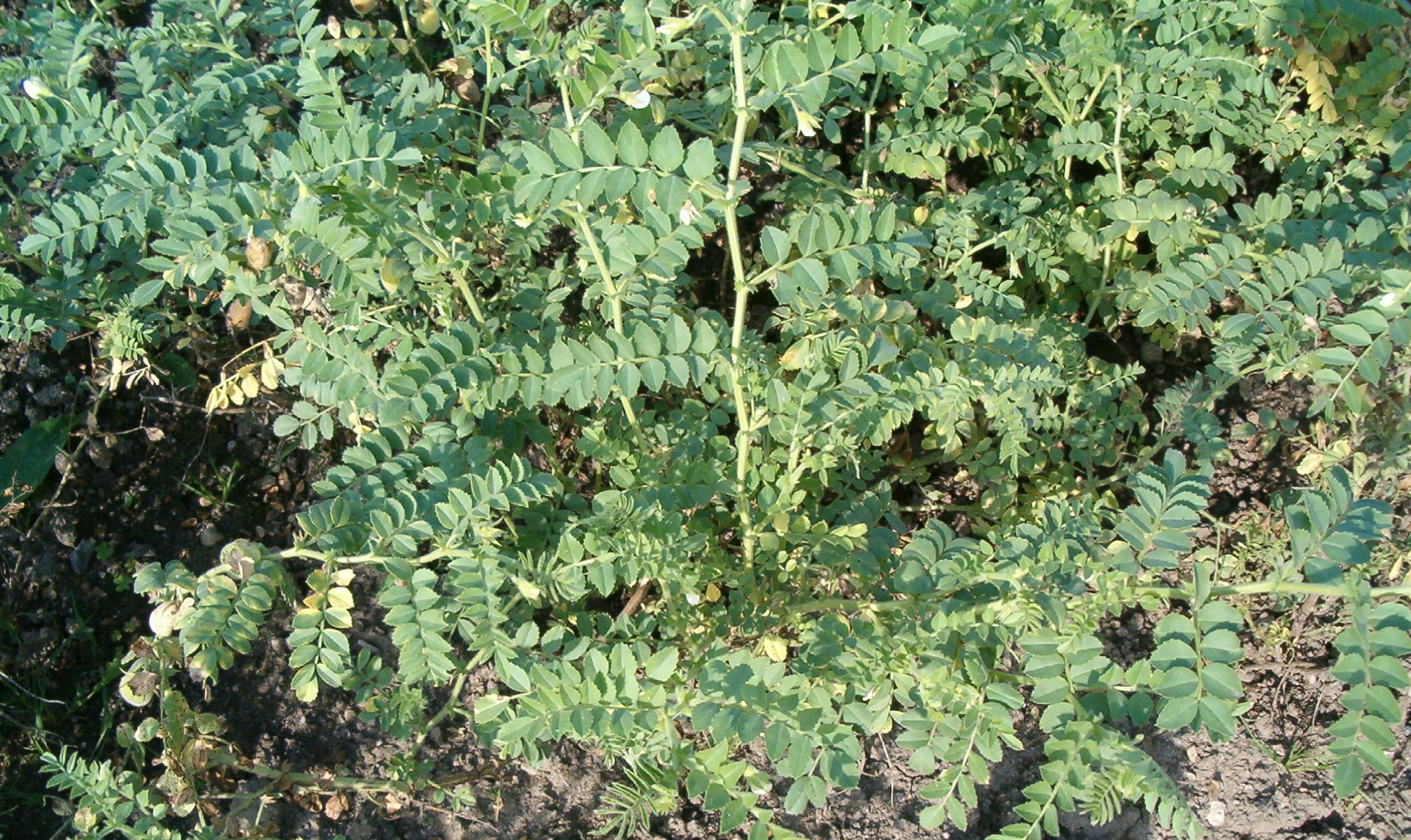
Habitus, Blüten und Früchte

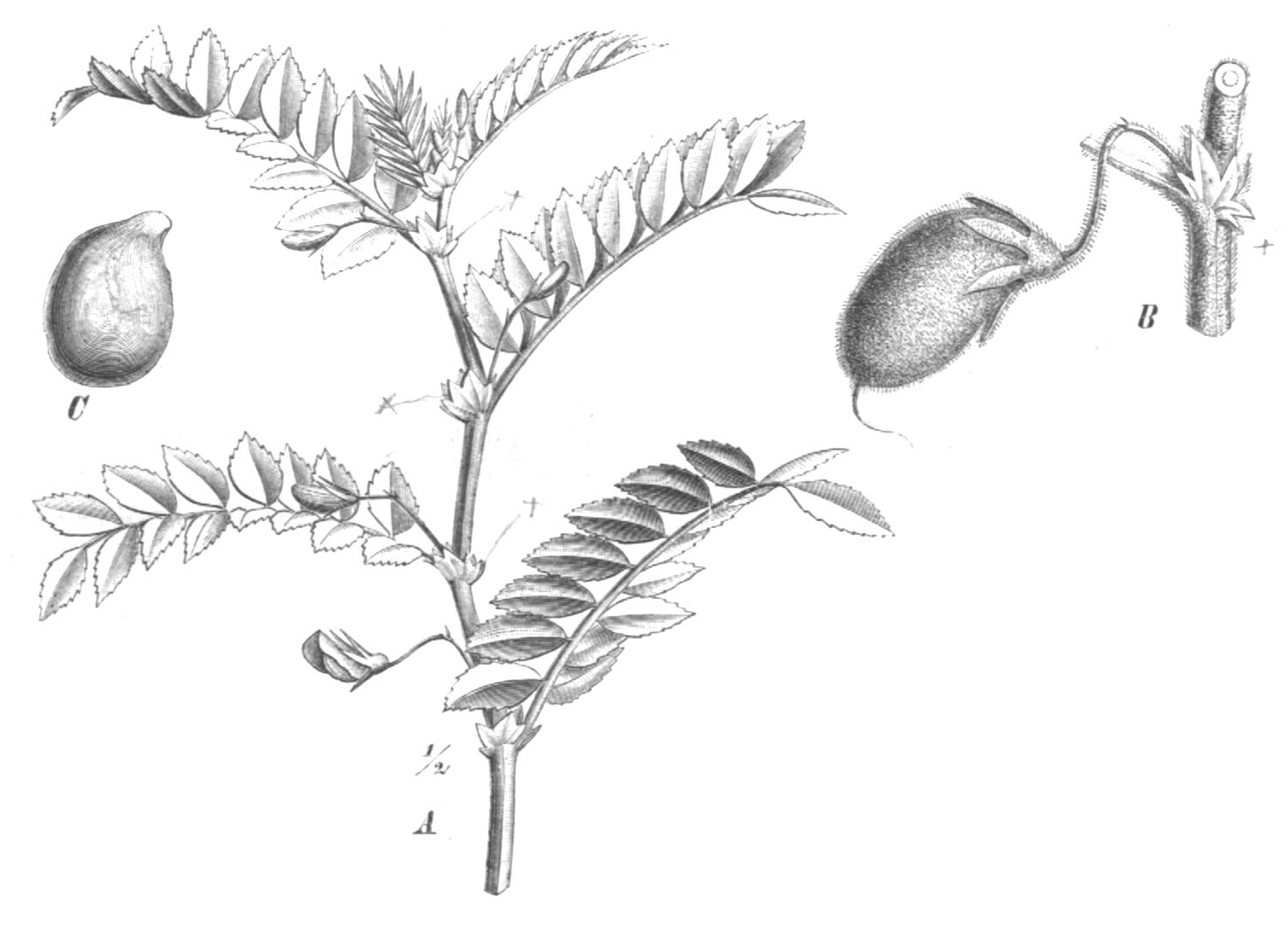
Kichererbse (Cicer arietinum):
A Habitus, B Hülsenfrucht, C Same

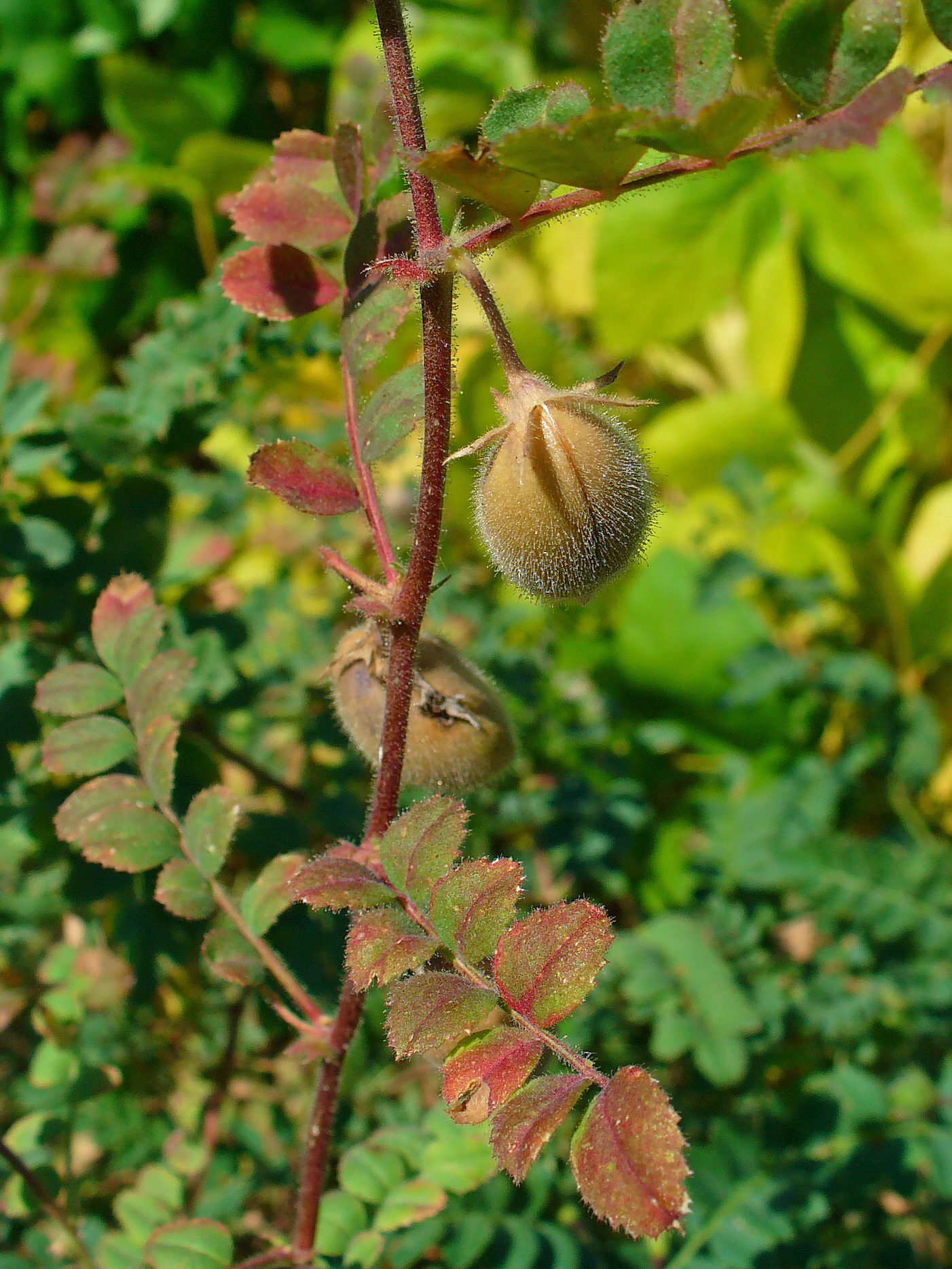
Fruchtende Pflanze

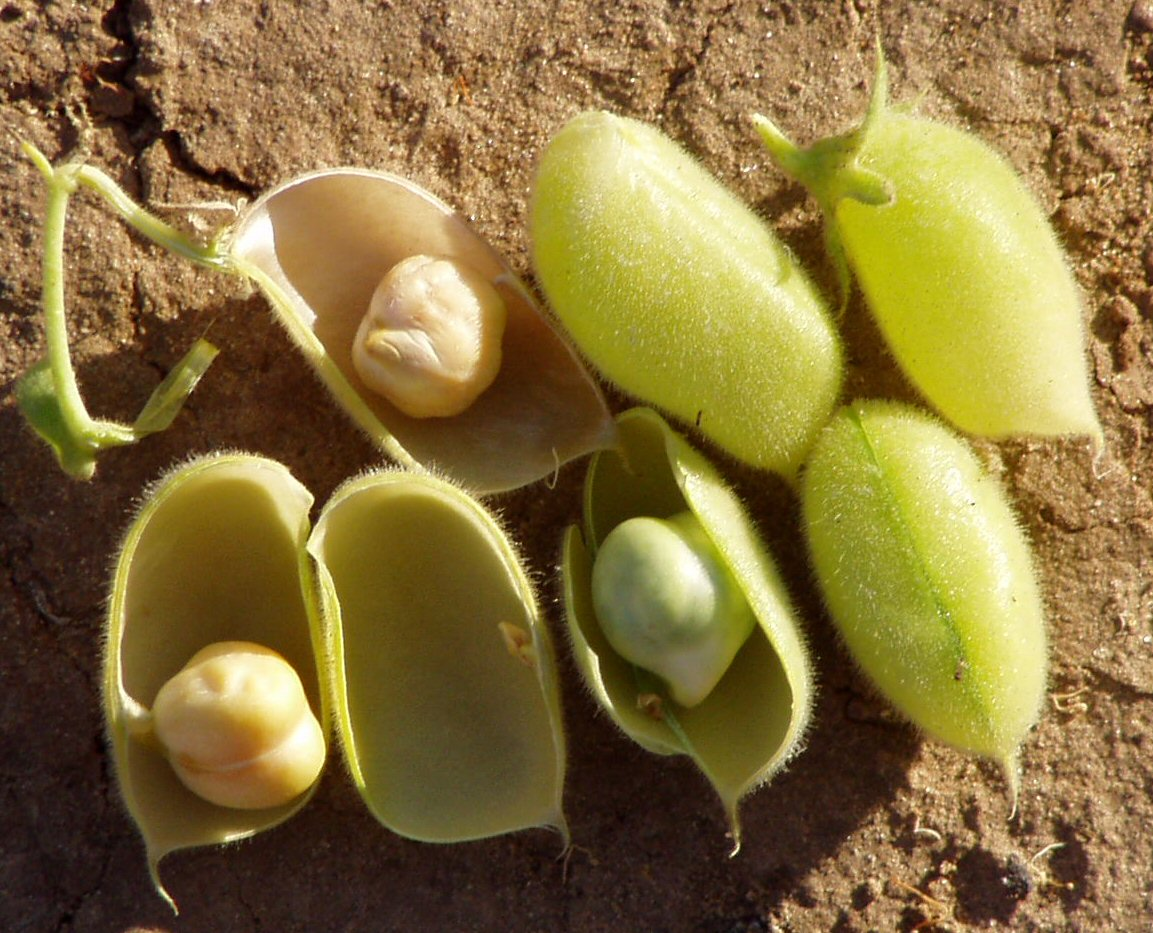
Die Kichererbse in der Hülse

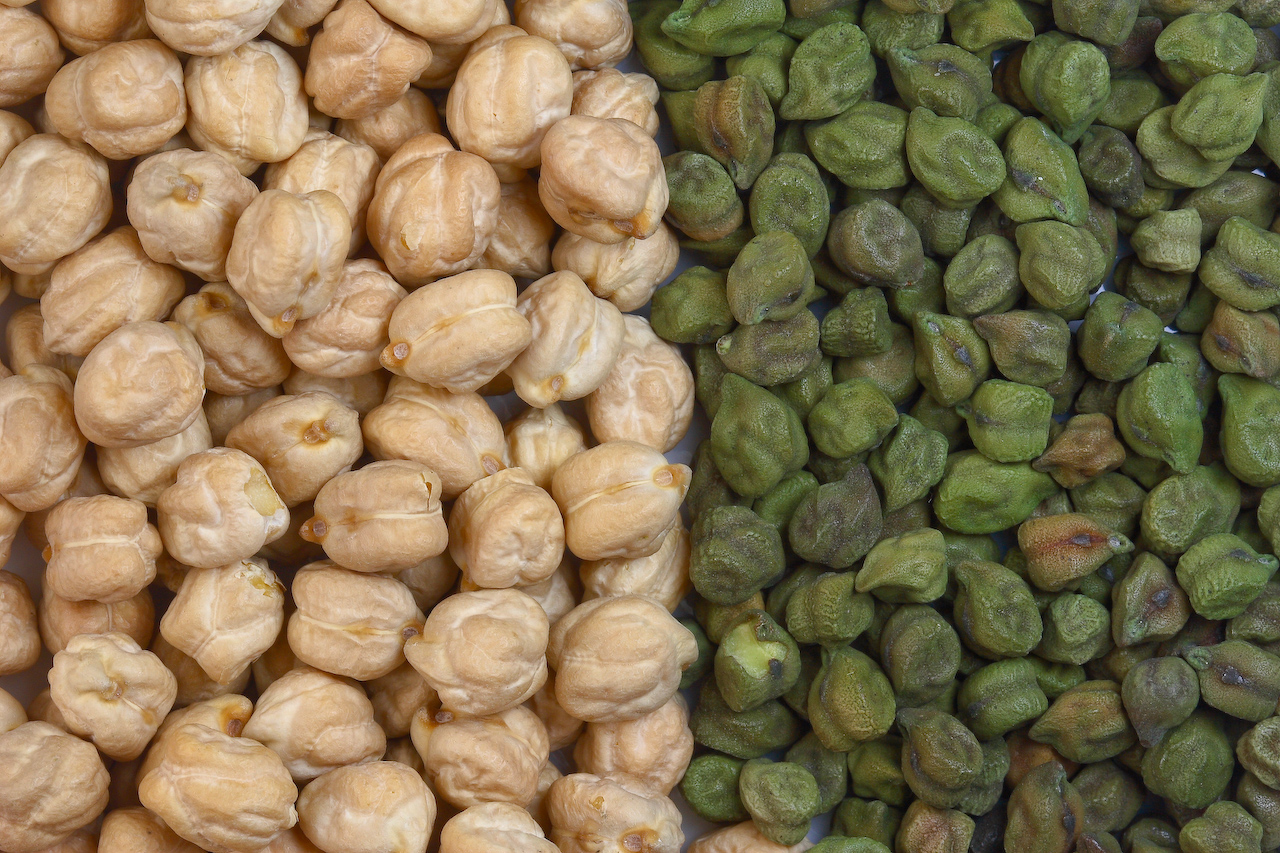
Normale und grüne Kichererbsen

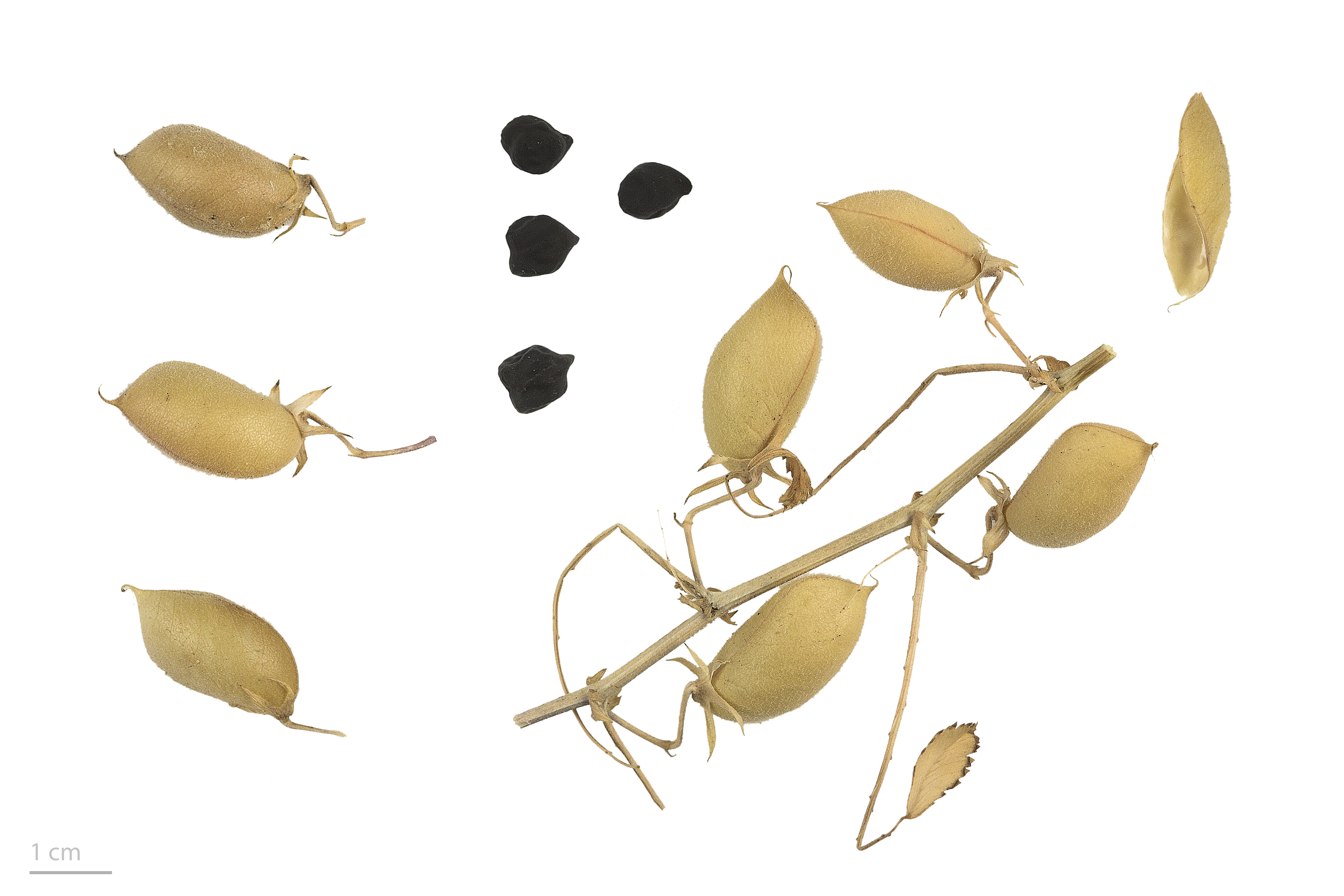
Cicer arietinum, Früchte und Samen

### Vegetative Merkmale
Die Kichererbse ist eine einjährige krautige Pflanze, die Wuchshöhen von bis zu 1 Meter erreicht. Die kantigen und drüsenhaarigen Stängel sind aufrecht bis liegend und mehr oder weniger verzweigt. Die Pflanze hat eine tiefe Pfahlwurzel.
Die wechselständigen, gestielten, etwa 4–8 Zentimeter langen, kurzen Laubblätter sind unpaarig gefiedert. Die 7 bis 17 am Rand, im vorderen Teil, gezähnten, eiförmigen bis elliptischen oder verkehrt-eiförmigen und bespitzten Blättchen sind etwa 7 bis 18 mm groß. Sie sind fast sitzend bis sitzend an einer rinnigen Rhachis. Die ganzen Blätter sind drüsenhaarig. Die zwei bis fünfteiligen Nebenblätter mit ungleichen Zipfeln sind ebenfalls drüsenhaarig.

### Generative Merkmale
An einem längeren Stiel, meist einzeln oder zu zweit stehen die Blüten in den Blattachseln. Die zwittrigen Blüten sind zygomorph und fünfzählig sowie 10 bis 12 mm groß mit doppelter Blütenhülle. Die Blütenstiele und der Kelch sind drüsenhaarig. Die Blüten stehen an dem drüsenhaarigen, langen Blütenstandsstiel des stark reduzierten Blütenstands, und es sind kleine Tragblätter vorhanden. Die eilanzettlichen, grünen Kelchzipfel sind spitz. Die fünf weißen bis weiß-purpurfarbenen oder rötlichen bis violetten oder bläulichen Kronblätter stehen in der typischen Form der Schmetterlingsblüten zusammen.
Die mit etwa 2,5–3,5 cm relativ kurzen, etwas aufgeblasenen und drüsenhaarigen, grünlichen, bespitzten Hülsenfrüchte enthalten normalerweise einen bis vier Samen. Die unregelmäßig geformten, aber im Umriss rundlichen bis eiförmigen, etwa 5–15 Millimeter großen, glatten, mehr oder weniger runzligen Samen sind von beiger bis brauner und grüner bis schwarzer Farbe. Die Samen bzw. die Kotyledonen können gegessen werden. Die Tausendkornmasse beträgt zwischen 200 und über 600 Gramm, normal sind etwa 300–500 Gramm. Die Samen der Kichererbse können leicht mit denen der Saat-Platterbse (Lathyrus sativus) verwechselt werden.
Die Chromosomenzahl beträgt 2n = 14, 16 oder 32.

## Systematik
Die Erstveröffentlichung von Cicer arietinum erfolgte 1753 durch Carl von Linné in Species Plantarum, Band 2, S. 738. Das Artepitheton arietinum bedeutet „widderartig“ oder "mit Hörnern" und wurde angeblich gewählt, weil der Samen einem Widderkopf ähneln soll. Synonyme für Cicer arietinum L. sind: Cicer album hort., Cicer arientinium L., Cicer arientinum L., Cicer edessanum Bornm., Cicer grossum Salisb., Cicer nigrum hort., Cicer physodes Rchb., Cicer rotundum Alef., Cicer sativum Schkuhr, Cicer sintenisii Bornm., Ononis crotalarioides M.E.Jones.

## Vorkommen
Nach POWO kommt die Art ursprünglich in der Türkei, im Irak und Iran vor. Kichererbsen werden in vielen subtropischen Gebieten der Erde angebaut, der überwiegende Teil davon in Indien.
Sorten der Kichererbse stellen geringe Ansprüche an den Boden und kommen mit wenig Wasser aus. In den gemäßigten Klimazonen sind die Erträge wegen mangelnder Wärme nur gering.

## Geschichte
Die Kichererbse stammt wahrscheinlich von der wild wachsenden Cicer reticulatum Ladizinsky ab. Mehr als 8000 Jahre alte Funde kultivierter Kichererbsen belegen ihren jungsteinzeitlichen Anbau in Kleinasien. Die Kichererbse wurde von dort in weitere Bereiche Vorderasiens und des Mittelmeerraums sowie nach Indien verbreitet. In Griechenland gehören Hülsenfrüchte ab der Kupfersteinzeit zum festen Bestand der Nahrung. In Kleinasien wurden Kichererbsen in Karmir Blur, Yoncatepe und Bastam gefunden. Auch aus Troja VIIb und Gordion sind Kichererbsen bekannt.
Seit dem klassischen Altertum wird die Kichererbse in Griechenland und Italien als Nutzpflanze angebaut. In Deutschland stammt der einzige Fund von Samen aus der Römerzeit. In der Landgüterordnung Karls des Großen ist die Kichererbse als cicerum italicum im Kapitel 70 aufgelistet. Hildegard von Bingen empfahl Kicher (lateinisch cicer) als leichte und angenehme Speise und als Mittel gegen Fieber. Albertus Magnus unterschied drei Sorten: weiße, rote und schwarze oder dunkle Form. Hieronymus Bock erwähnte die Zysern (Bezeichnung in Kräuterbüchern des 16. Jahrhunderts für Kicher: Ziser oder Zisererbsen) nicht zum Gebrauch in der Küche, sondern vielmehr als Arznei. Nach dem Ersten Weltkrieg wurde am Rhein und in Württemberg die dunkelsamige Kichererbse geröstet als Kaffee-Ersatz gebraucht.
Historische Kulturformen:

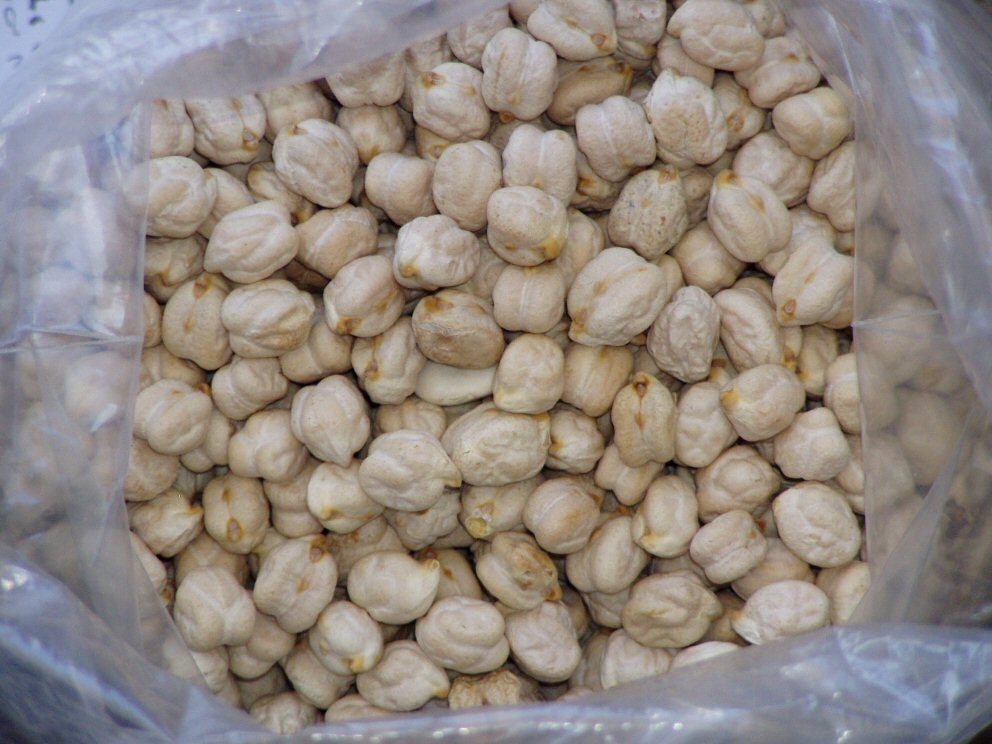
Getrocknete Kichererbsen

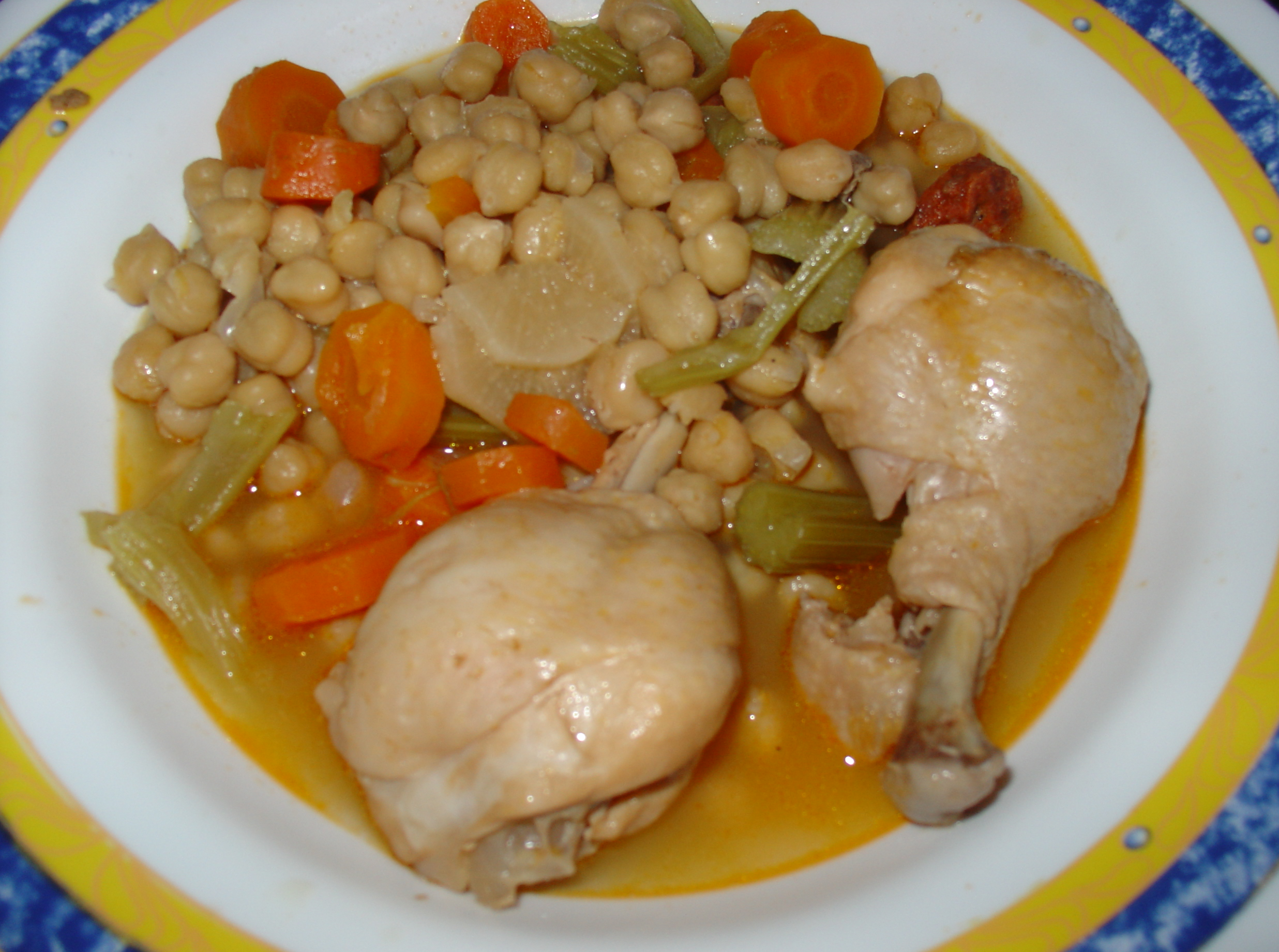
Kichererbseneintopf

- Cicer arietinum fo. album mit gelblichweißen Samen als Nahrungsmittel
- Cicer arietinum fo. fuscum mit rotbraunen Samen
- Cicer arietinum fo. macrospermum mit großen, schwarzen Samen als Kaffee-Ersatz
- Cicer arietinum fo. vulgare mit schwarzen Samen: für Futterzwecke

## Verwendung
Die Kichererbse wird im Wesentlichen zur Ernährung des Menschen angebaut. Hauptanbaugebiete der Kichererbse sind heute die Türkei, Nordafrika, Mexiko, Afghanistan, Indien, Australien, Pakistan und Spanien. In Mexiko und Indien sind Kichererbsen nach wie vor ein wichtiges Grundnahrungsmittel. In der Küche finden besonders zwei Sorten Anwendung: die kleinen, runzeligen Samen aus Indien und die größeren rundlichen, beige-gelben Samen aus dem Mittelmeerraum, die in Europa bekannter und verbreiteter sind.

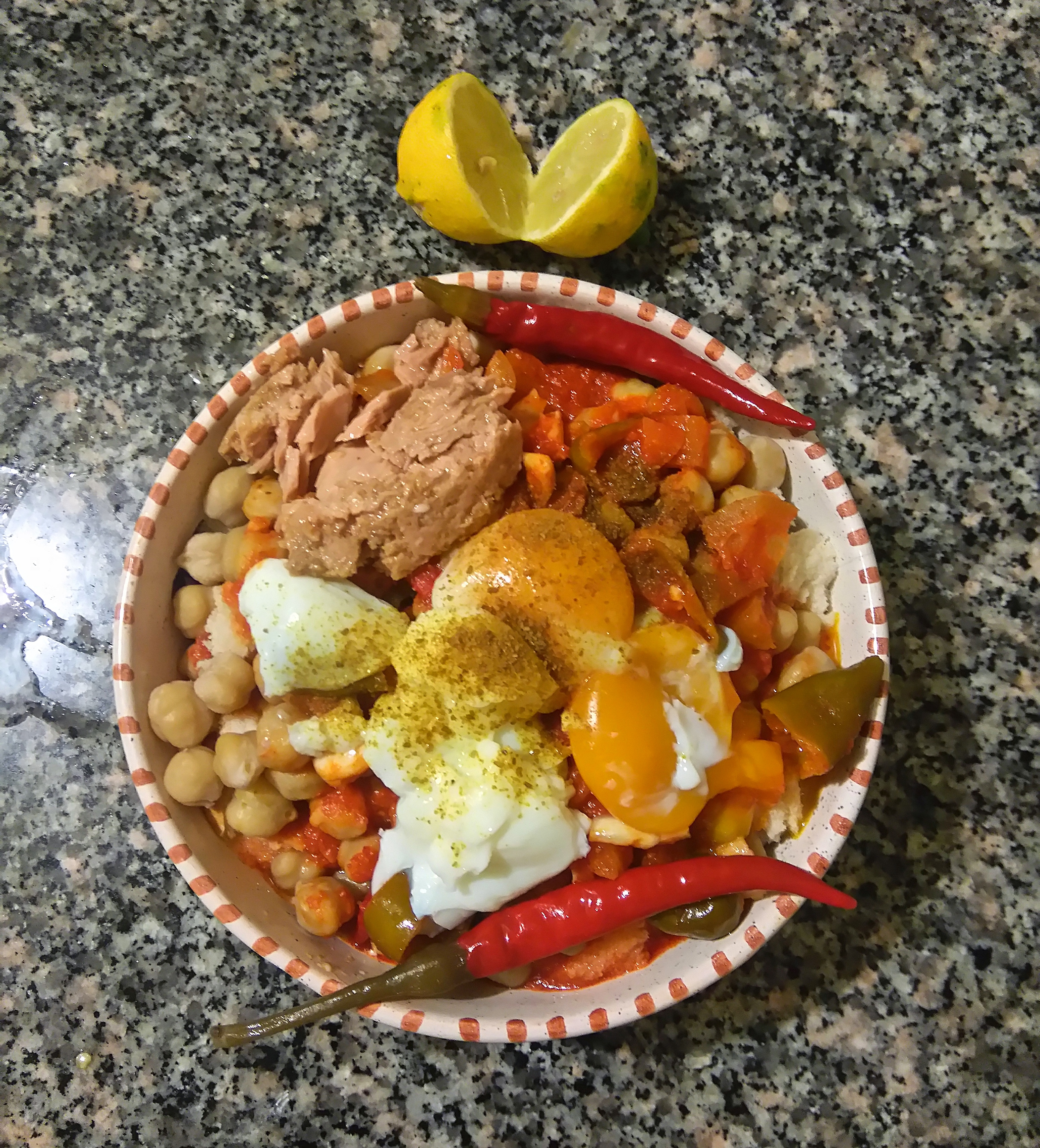
Eine Portion Lablabi

Kichererbsen sind roh giftig. Erst das Erhitzen (in Kochwasser) auf mehr als 70 °C zersetzt das Gift Lectin (Phasin, ein Samenglykoprotein).
In der veganen Küche findet das Aquafaba genannte Kochwasser als Eiklar-Ersatz Verwendung.

### Im Handel
Kichererbsen werden in der Regel nicht frisch gehandelt. Üblicherweise sind sie fertig gekocht in Dosen oder als getrocknete Samen erhältlich. Die getrockneten Samen werden kalt eingeweicht (12 bis 24 Stunden und länger) und dann beispielsweise als Eintopf, Brühe oder Püree zubereitet.

### Vorderasien und Nordafrika
In Vorderasien und Nordafrika werden Kichererbsen unter anderem geröstet und wie Nüsse verzehrt. Aus gewürztem Kichererbsenbrei wird auch die weitverbreitete Falafel hergestellt. Beliebt ist eine Paste unter anderem aus Kichererbsen und Sesam, genannt Hommos we Tahini oder auch nur kurz Hummus (Schreibweise im lateinischen Alphabet variiert). Ein Gebäck aus vergorenen Samen ist als Schimitt bekannt. In der Türkei kennt man zweimal geröstete Samen unter der Bezeichnung Leblebi, die wie Nüsse verzehrt werden, landesweit verbreitet ist auch ein Eintopf mit Fleisch. In Tunesien gilt Lablabi, welcher unter anderem aus Kichererbsen, Thunfisch, Harissa und Eiern hergestellt wird, als eines der Nationalgerichte.

### Südasien
Kichererbsenmehl wird in der Küche Indiens verwendet, so im Ausbackteig für Pakora, in den süßen Kugeln namens Laddu, die unter anderem dem Gott Ganesha geopfert werden, und in verschiedenen Beilagen und Keksen. Es ist sehr eiweißreich und anders als Weizenmehl glutenfrei. Darüber hinaus verwendet man es zusammen mit Joghurt als Peeling. Aus jungen Kichererbsenpflanzen bereitet man einen Salat oder verzehrt die gekochten Kichererbsen in einer dicken Soße unter dem Namen Chole (Nordindien) oder Chana Masala (Südindien). Auch Burmesischer Shan-Tofu wird aus Kichererbsenmehl bereitet.
In Afghanistan verzehrt man Schirin als Süßigkeit: eingeweichte, dann getrocknete und geröstete Kichererbsen mit einer weißen Kruste aus reinem Zucker.

### Südeuropa
Eine Zubereitung aus Kichererbsenmehl ist die italienische Farinata, im französischen Nizza unter dem Namen Socca bekannt. Ferner kennt man in Spanien Speisen mit Kichererbsen (dort Garbanzos), zum Beispiel ist Cocido madrileño ein gekochtes Nationalgericht; in Andalusien genießt man zusammen mit Shrimps Tortillitas de camarones. In der Provence wird ein Gebäck aus einer Mischung aus Kichererbsen- und Weizenmehl hergestellt.

## Durchschnittliche Zusammensetzung
Die Zusammensetzung von Kichererbsen schwankt naturgemäß, sowohl in Abhängigkeit von der Sorte, den Umweltbedingungen wie Boden und Klima, als auch von der Anbautechnik je nach Düngung und Pflanzenschutz.
Angaben je 100 Gramm getrockneter Kichererbsen:
| Bestandteile    |        |
| --------------- | ------ |
| Wasser          | 9,3 g  |
| Eiweiß          | 19,0 g |
| Fett            | 5,9 g  |
| Kohlenhydrate 1 | 44,3 g |
| Ballaststoffe   | 15,5 g |
| Mineralstoffe   | 2,9 g  |

| Mineralstoffe |          |
| ------------- | -------- |
| Natrium       | 25 mg    |
| Kalium        | 755 mg   |
| Magnesium     | 125 mg   |
| Calcium       | 125 mg   |
| Mangan        | 2,7 mg   |
| Eisen         | 6,1 mg   |
| Kupfer        | 0,5 mg   |
| Zink          | 2,4 mg   |
| Phosphor      | 330 mg   |
| Selen         | 0,009 mg |

| Vitamine                 |         |
| ------------------------ | ------- |
| Retinol (Vit. A1)        | 30 µg   |
| Thiamin (Vit. B1)        | 510 µg  |
| Riboflavin (Vit. B2)     | 135 µg  |
| Nicotinsäure (Vit. B3)   | 1600 µg |
| Pantothensäure (Vit. B5) | 1300 µg |
| Vitamin B6               | 550 µg  |
| Folsäure                 | 340 µg  |
| Vitamin E                | 1400 µg |
| Vitamin C                | 5000 µg |

| essentielle und semi-essentielle Aminosäuren |         |
| -------------------------------------------- | ------- |
| Arginin 2                                    | 1480 mg |
| Histidin 2                                   | 530 mg  |
| Isoleucin                                    | 1140 mg |
| Leucin                                       | 1460 mg |
| Lysin                                        | 1370 mg |
| Methionin                                    | 260 mg  |
| Phenylalanin                                 | 960 mg  |
| Threonin                                     | 700 mg  |
| Tryptophan                                   | 160 mg  |
| Tyrosin                                      | 660 mg  |
| Valin                                        | 980 mg  |

Der physiologische Brennwert beträgt 1294 kJ (306 kcal) je 100 Gramm essbarem Anteil. Auffällig ist der hohe Gehalt an den Aminosäuren Arginin, Leucin und Lysin.
Rohe „Kichererbsen“ – korrekt wäre „Kichererbsensamen“ – enthalten den unverdaulichen Giftstoff Phasin, der durch Hitzeeinwirkung zersetzt wird. Kichererbsen sollten daher nur gut durchgegart verzehrt werden.
Die Kichererbse verwendet unter anderem auch Raffinose als Speicherkohlenhydrat, wenngleich nur in relativ geringen Mengen von 290 mg pro 100 g Trockengewicht. Dieser Dreifach-Zucker kann vom Menschen nicht unmittelbar verstoffwechselt werden und gelangt so in den Dickdarm, wo er unter Einfluss der Darmbakterien unter Gasbildung abgebaut wird. Raffinose ist als Ballaststoff anzusehen.

## Wirtschaftliche Bedeutung
Im Jahr 2022 wurden weltweit 18.095.248 Tonnen Kichererbsen geerntet. Indien war der Hauptproduzent mit 74,8 % der Welternte. Die 10 größten Produzenten konnten 96,4 % der Ernte einbringen.
| Rang | Land                   | Menge (in t) |
| ---- | ---------------------- | ------------ |
| 1    | Indien                 | 13.543.630   |
| 2    | Australien             | 1.062.250    |
| 3    | Türkei                 | 580.000      |
| 4    | Äthiopien              | 492.691      |
| 5    | Russland               | 467.934      |
| 6    | Myanmar                | 447.500      |
| 7    | Pakistan               | 316.176      |
| 8    | Mexiko                 | 189.037      |
| 9    | Iran                   | 176.080      |
| 10   | Vereinigte Staaten     | 165.920      |
|      | Summe Top Ten          | 17.441.217   |
|      | Summe restliche Länder | 654.031      |

## Krankheiten
Die wichtigsten Schädlinge im Kichererbsenanbau sind Fusarium oxysporum, welcher die Fusarium-Welke auslöst, und Didymella rabiei (Synonym: Ascochyta rabiei). In manchen Ländern wie Mexiko, Italien und Australien ist auch der Kichererbsenrost (Uromyces ciceris-arietini) bedeutend.

## Wortherkunft und Trivialnamen
Der lateinische Name der Pflanze lautet cicer – möglicherweise verwandt mit hebräisch kikar (rund, rundlich) und gelegentlich wohl auch citrullus genannt. Das Wort gelangte zu einer Zeit ins Deutsche, als das lateinische „C“ noch durchweg als „K“ gesprochen wurde (also „Kiker“). Es wurde daraus dann schließlich im Mittelhochdeutschen und Neuhochdeutschen Kicher zur Bezeichnung der Kichererbse, also den Samen von Cicer arietinum.
Für die Kichererbse bestehen beziehungsweise bestanden auch die weiteren deutschsprachigen Trivialnamen: Chicher, Chicherri, Chichirra, Chichuria, Chichurra, Cicererbis, Cisa, Cyfer, Czycke, Kichern (althochdeutsch), Garabanzen (Mark Brandenburg), Kecher, Kechern, Kechir, Keichern, Kicherkraut, Kircheren, Kirchernkraut, Kyechirn, Seker, Sekeren, Ziseren, Schwarz Zisern, Ziser-Erwedsen, Zysern und Zyssern (mittelhochdeutsch), Keicheren, Kekeren, Keyker (mittelniederdeutsch), Kicher (Sachsen), Sisern, Sperberköpfl (Steiermark).